# Jerome Blake
Jerome Blake (* 18. August 1995 in Buff Bay, Jamaika) ist ein kanadischer Leichtathlet jamaikanischer Herkunft, der sich auf die Sprintdisziplinen spezialisiert hat. Bei den Weltmeisterschaften 2022 in Eugene und bei den Olympischen Spielen 2024 in Paris gewann er die Goldmedaille mit der 4-mal-100-Meter-Staffel.

## Leben
Jerome Blake wurde im Nordosten von Jamaika geboren. Während seiner Zeit an der High School fing er mit der Leichtathletik an, zunächst startete er hauptsächlich im Weitsprung und im 400-Meter-Hürdenlauf. Außerdem betrieb er die Sportart Cricket. 2013 schloss er die Schule ab und zog, zusammen mit seinem jüngeren Bruder, nach Kelowna in der kanadischen Provinz British Columbia. Dort lebten sie bei ihrer Mutter und Jerome nahm das Training beim Okanagan Athletics Club auf, wo er sich fortan auf den Sprint konzentrierte. Heute lebt er in Vancouver. 2018 erhielt er die Kanadische Staatsbürgerschaft. Neben seiner Sportlerkarriere, übernimmt Blake auch Rollen in Film und Fernsehen und erhält Aufträge als Model.

## Sportliche Laufbahn
2014 trat Blake in seinen ersten Sprintwettkämpfen gegen die kanadische Konkurrenz an, konnte über 100 und 200 Meter bei den U20-Meisterschaften von British Columbia gewinnen und erreichte das Finale über 100 Meter bei den Kanadischen U20-Meisterschaften. 2015 verbesserte er sich auf 10,36 s über 100 Meter. 2017 trat er für British Columbia bei den Canada Summer Games in Winnipeg an und konnte über 100 und über 200 Meter die Goldmedaille gewinnen. 2018 lief er Anfang Juni mit 10,18 s eine neue Bestzeit über 100 Meter. Einen Monat später belegte er im Finale der Kanadischen Meisterschaften über diese Strecke den sechsten Platz. Über 200 Meter gewann er mit neuer Bestzeit von 20,38 s die Silbermedaille und qualifizierte sich damit für die Meisterschaften Nord- und Zentralamerikas sowie der Karibik, die in Toronto ausgetragen wurden. Es handelte sich dabei um Blakes ersten internationalen Wettkampfauftritt für Kanada. Anfang August ging er über die 200 Meter an den Start und belegte im Finale den fünften Platz. Noch am selben Tag gewann er mit der 4-mal-100-Meter-Staffel die Goldmedaille. 2019 belegte er den vierten Platz bei den Kanadischen Meisterschaften über 100 Meter, über 200 Meter gewann er Bronze. Im 200-Meter-Lauf trat er Anfang August bei den Panamerikanischen Spielen in Lima an und belegte im Finale den sechsten Platz. Mit der Staffel verpasste er anschließend als Vierter die Medaillenränge nur knapp.
2021 lief Blake Ende Juni bei den Kanadischen Ausscheidungswettkämpfen für die Olympischen Sommerspiele in Tokio in 20,57 s zwar die drittschnellste Zeit über 200 Meter, schaffte es dennoch nicht sich im Einzel zu qualifizieren. Stattdessen wurde er für die Staffel aufgeboten. Anfang Juli steigerte er sich über 100 Meter auf 10,16 s. Anfang August trat er in Tokio schließlich mit der 4-mal-100-Meter-Staffel an und erreichte mit ihr das Finale. Darin lief das Quartett 37,70 s und konnte damit die olympische Bronzemedaille gewinnen. Wenige Wochen nach den Spielen lief Blake in den USA mit 10,06 s bzw. 20,20 s neue Bestzeiten über 100, respektive 200 Meter. Auch 2022 konnte er über beide Distanzen neue Bestzeiten aufstellen und wurde jeweils kanadischer Vizemeister. Im Juli gab er in den USA sein Debüt bei den Weltmeisterschaften, zunächst im 100-Meter-Lauf. Mit dem vierten Platz im dritten Vorlauf, verpasste er in 10,16 s knapp den Einzug in das Halbfinale. Kurz darauf trat er auch über die 200 Meter an, diesmal konnte er in das Halbfinale einziehen. Als Elfter scheiterte er knapp am Einzug in das Finale. Zum Abschluss der Weltmeisterschaften trat er schließlich auch mit der kanadischen Sprintstaffel an. Dem Quartett gelang als Drittplatzierte seines Laufes der Einzug in das Finale, in dem man in Weltjahresbestzeit von 37,48 s überraschend die Goldmedaille gewinnen konnte.
2023 trat Blake auch bei den Weltmeisterschaften in Budapest an. Über 100 Meter scheiterte er als Fünfter seines Vorlaufes am Einzug in das Halbfinale. Auch mit der 4-mal-100-Meter Staffel scheiterte man als Titelverteidiger im Vorlauf.
Bei den Olympischen Spielen 2024 in Paris gewann er mit der 4-mal-100-Meter-Staffel in der Besetzung Aaron Brown, Jerome Blake, Brendon Rodney und Andre de Grasse die Goldmedaille.

## Wichtige Wettbewerbe
| Jahr               | Veranstaltung              | Ort                | Platz              | Disziplin          | Zeit               |
| Startet für Kanada | Startet für Kanada         | Startet für Kanada | Startet für Kanada | Startet für Kanada | Startet für Kanada |
| ------------------ | -------------------------- | ------------------ | ------------------ | ------------------ | ------------------ |
| 2018               | Nordamerikameisterschaften | Toronto            | 5.                 | 200 m              | 20,64 s            |
| 2018               | Nordamerikameisterschaften | Toronto            | 1.                 | 4 × 100 m          | 38,56 s            |
| 2019               | Panamerikanische Spiele    | Lima               | 6.                 | 200 m              | 20,66 s            |
| 2019               | Panamerikanische Spiele    | Lima               | 4.                 | 4 × 100 m          | 39,00 s            |
| 2021               | Olympische Sommerspiele    | Tokio              | 3.                 | 4 × 100 m          | 37,70 s            |
| 2022               | Weltmeisterschaften        | Eugene             | 26.                | 100 m              | 10,16 s            |
| 2022               | Weltmeisterschaften        | Eugene             | 11.                | 200 m              | 20,29 s            |
| 2022               | Weltmeisterschaften        | Eugene             | 1.                 | 4 × 100 m          | 37,48 s            |
| 2023               | Weltmeisterschaften        | Budapest           | 40.                | 100 m              | 10,29 s            |
| 2023               | Weltmeisterschaften        | Budapest           | 10.                | 4 × 100 m          | 38,25 s            |
| 2024               | Olympische Sommerspiele    | Paris              | 1.                 | 4 × 100 m          | 37,50 s            |

## Persönliche Bestleistungen
Freiluft
- 100 m: 9,97 s, 21. Juni 2025, Dessau
- 200 m: 20,04 s, 16. April 2022, Walnut

Halle
- 60 m: 6,84 s, 30. Januar 2016, Saskatoon
- 200 m: 22,28 s, 15. Februar 2015, Kamloops